# Хасапидис, Аристидис
Аристидис Хасапидис (греч. Αριστείδης Χασαπίδης; 3 января 1875, Рендина, ном Кардица — 1941, Афины) — генерал-лейтенант греческой армии. Отмечен историографией в последнем этапе Малоазийского похода греческой армии. Начальник греческого Генштаба в период 1935—1936 годов.

## Биография
Аристидис Хасапидис родился 3 января 1875 года в фессалийском селе Рендина, бывшем тогда ещё под османским контролем.
Регион был занят греческой армией, когда Аристдису было 6 лет.
Аристидис Хасапидис вступил в греческую армию добровольцем 7 октября 1896 года. Унтер-офицером воевал в греко-турецкую войну (1897).
После войны поступил в училище унтер-офицеров, которое окончил 26 июля 1906 года в звании младшего лейтенанта артиллерии.
Повышен в звании до лейтенанта в 1912 году и участвовал в Балканских войнах (1912—1913) в качестве командира роты 10-го пехотного полка 3-й пехотной дивизии.
Был повышен в звании до капитана в 1913 году и майора в 1916 году.
После официального вступления Греции в Первую мировую войну, в 1917 году, являлся оперуполномоченным офицером 9-й пехотной дивизии. В 1918 году он был повышен в звании до подполковника и назначен начальником штаба 2-й пехотной дивизии. Оставался на этом посту все последующие 4 года, как в Украинском (1919) так и в Малоазийском (1919—1922) походах греческой армии.
Будучи штабистом дивизии принял участие в победном для греческого оружия самом большом сражении этой войны при Эскишехире и в последовавшем сражении за Анкару (1921), прерванном греческой армией из-за отсутствия резервов и боеприпасов. Фронт застыл на год.
Греческое монархистское правительство не находило дипломатического решения в вопросе безопасности греческого населения Ионии, но из политических соображений сохраняло протяжённую линию фронта, оборону которой армия была не в состоянии обеспечить. Фронт был прорван через год. «Все военные и политические аналитики считают, что причиной прорыва была недостаточность сил для фронта протяжённостью в 800 км». Даже там где плотность была большей, между дивизиями существовали незащищённые участки в 15-30 км:159.
Турецкое наступление началось в ночь 12/25 на 13/26 августа 1922 года. Туркам удалось без особого труда вклиниться в расположение между 1-й и 4-й греческих дивизий:174.
14 августа, на следующий день после начала турецкого наступления, штабист Аристидис Хасапидис возглавил успешную контратаку 2-й дивизии в секторе города Ушак, вынудил турок к отступлению и вновь занял городок Орднаджа.
В течение последующего отступления греческой армии к эгейскому и побережью он служил в качестве начальника штаба Южной группы дивизий генерал-майора А. Франгоса.

По этому поводу С. Гонатас пишет: 

«Был получен приказ армии поручить генерал-майору А. Франгосу командование всех дивизий I и II корпусов, после пленения их комдивов. При условии, что штаб 2-й дивизии станет штабом группы, поскольку, согласно связному армии, Скилаккакосу, только штаб 2-й дивизии, под руководством А. Хасапидиса функционирует нормально и с хладнокровием»

.
После эвакуации группы дивизий генерала Франгоса из Малой Азии, подполковник Хасапидис немедленно примкнул к восстанию армии, став вновь начальником штаба I корпуса и членом Революционного комитета, в составе 12 офицеров:386, под председательством полковника С. Гонатаса. Комитет потребовал отставки правительства П. Протопападакиса и отречения короля Константина.
Получив звание полковника в 1923 году и генерал-майора в 1928 году, Аристидис Хасапидис служил комдивом 10-й и 8-й дивизий и командиром II корпуса армии.
В 1934 году был повышен в звании до генерал-лейтенанта, приняв пост начальника Генерального штаба армии в марте 1935 года, и оставался на этом посту до своей отставки в июле 1936 года:512.
Генерал-лейтенант Хасапидис умер в 1941 году, в начале тройной, германо-итало-болгарской, оккупации Греции.
Выпуск 2005 года училища унтер-офицеров получил имя «Класс генерал-лейтенанта Аристидиса Хасапидиса».